# غوست هانتر
غوست هانتر (بالإنجليزية: Ghosthunter)، هي لعبة فيديو بريطانية، من تطوير ستوديو غيريلا كامبريدج، ومن نشر سوني كمبيوتر إنترتنمنت، صدرت اللعبة في الأسواق سنة 2003، وتعمل حصرياً على منصة بلاي ستيشن 2.